# تاریخچه پست آلمان

سواران را پست کنید چون بیش از ۵۰۰ سال پیش در جاده بودند.

## آغاز پست‌های استانی
در روزهای پایانی قرون وسطی هیچ اداره پست دولتی در آلمان موجود نبود. پیش از آن فرمانروایان، روحانیون و شاهزادگان امپراتوری از پیام آوران و سوارکارانی استفاده می‌کردند که بی واسطه با پیام‌های مکتوب به مقصد ارسال می‌شدند. بعد از آن تاجران و صنف‌های شهری نامه‌های خود را از طریق پیک‌های محلی ارسال می‌نمودند.
ماکسیمیلیان اول در سال ۱۴۹۰ سیستم پیام رسان نوینی را به همراه دفاتر پستی به امپراتوری مقدس روم معرفی می‌نماید، محلی که سوارکاران پیام‌های خود را در آن محل مبادله می‌کردند. در طول حمل و نقل " پست فلیزن " یک سوار با اسب در یک ایستگاه (معمولاً در یک خوابگاه) منتظر می‌ماند و همچون یک رله فلیزن را تسخیر می‌کند. از آنجایی که ایستگاه‌های مبادله خارج از دیوارهای شهر مستقر بودند، این راه ممکن بود که شبانه روز نامه ارسال کرد. ماکسیمیلیان فقط زمانی از این سیستم گران‌قیمت استفاده می‌کرد که مقدار بسیاری نامه فوری به وجود آید، همچون مناسبت رایشستاگ.
در سال ۱۵۶۳، گزیننده آگوستوس ساکسون (زاده ۱۵۲۶-درگذشته ۱۵۸۶) دستور لغو به اصطلاح «لنکلپر» و تشکیل یک اداره پست دربار ساکسون با «پستچی‌های جامه پوش» دائمی با خدمات پستی منظم در مسیرهای ویژه علاوه بر شهر را صادر می‌کند. بعد از آن سرویس پیام رسان در سال ۱۵۷۴ که یکی از این پیام آوران سوار بر اسب به نام سالومون فلگنهاور به عنوان مسئول پست درسدن و بعد آن مسئول اداره پست دربار منتخب می‌گردد.